# Sveti Jeronim svećenik (Meštrović)
Sveti Jeronim svećenik je brončani kip hrvatskog kipara Ivana Meštrovića koji je izrađen sredinom 1950-ih. Meštrović je statuu darovao hrvatskim franjevcima u Americi te se ona prvotno nalazila u opatiji na sjeverozapadu Washingtona.
Danas se kip svetog Jeronima nalazi ispred zgrade hrvatskog veleposlanstva u Washingtonu.
Ispod Meštrovićevog rada stoji natpis na engleskom jeziku koji u prijevodu znači:
341. – 420. 

## Vidjeti također
- Grgur Ninski
- Job
- Pobjednik
- Zdenac života

## Vanjske poveznice
- Saint Jerome the Priest statue at the Croatian Embassy in the Kalorama District of near Sheridan Circle in Washington, D.C.  Arhivirana inačica izvorne stranice od 19. kolovoza 2011. (Wayback Machine)